# تشییع جنازه سید حسن نصرالله
مراسم تشییع سید حسن نصرالله، سومین دبیرکل حزب‌الله لبنان در ۲۳ فوریه ۲۰۲۵ (۵ اسفند ۱۴۰۳) برگزار شد. وی در حمله هوایی به مرکز فرماندهی حزب‌الله در ضاحیه جنوبی بیروت توسط اسرائیل در ۲۷ سپتامبر ۲۰۲۴ ترور شد. چند روز پس از او سید هاشم صفی‌الدین که سمت رئیس شورای اجرایی حزب‌الله را بر عهده داشت، به‌عنوان جانشین نصرالله درنظر گرفته شده بود اما پیش از اعلام رسمی جانشینی، او نیز در ۳ اکتبر ۲۰۲۴ ترور شد.
نعیم قاسم، دبیرکل کنونی حزب‌الله در سخنرانی خود اعلام کرد که تاریخ تشییع جنازه ۵ اسفند ۱۴۰۳ خواهد بود. وی گفت: سید حسن نصرالله در قطعه زمینی واقع در جاده فرودگاه بیروت و هاشم صفی الدین در زادگاهش دیر قانون النهر به خاک سپرده خواهند شد. گزارش شده که سید حسن نصرالله به‌طور موقت تا زمان تشییع جنازه در مکانی مخفی به خاک سپرده شده بود.
مراسم تشییع جنازه از اهمیت جهانی برخوردار بود؛ زیرا بر اساس بیانیه‌ها، نمایندگانی از حدود ۷۹ کشور با مشارکت گسترده رسانه‌های داخلی و بین‌المللی در آن شرکت کردند.
رویترز به نقل از یک منبع امنیتی لبنان، جمعیت حاضر در تشییع را حدود یک میلیون نفر گزارش داد. وبگاه المیادین، شمار شرکت کنندگان در مراسم را قریب به یک میلیون و چهار صد هزار نفر ارزیابی کرد.
مراسم تشییع جنازه، توجه رسانه‌ها را به طور بی‌سابقه‌ای به خود جلب کرد؛ زیرا حامیان حزب‌الله شعار أنا علی العهد (من بر میثاق خود پایبندم) را رد و بدل کردند و تمایل خود را برای تبدیل حرم نصرالله به زیارتگاه ابراز کردند، در حالی که منتقدان حزب گفتند که دفن نصرالله نشان‌دهنده پایان حزب‌الله است، با توجه به شرایط سختی که این حزب در سخت‌ترین مرحله درگیری‌ها و درگیری‌ها را با اسرائیل تجربه می‌کند.

## ترتیبات لجستیکی، امنیتی و رسانه ای
مراسم تشییع جنازه در شهر ورزشی بیروت برگزار شد. زمان تشییع جنازه از ساعت ۹ صبح به وقت بیروت آغاز و تا ساعت ۱۷:۳۰ ادامه داشت.

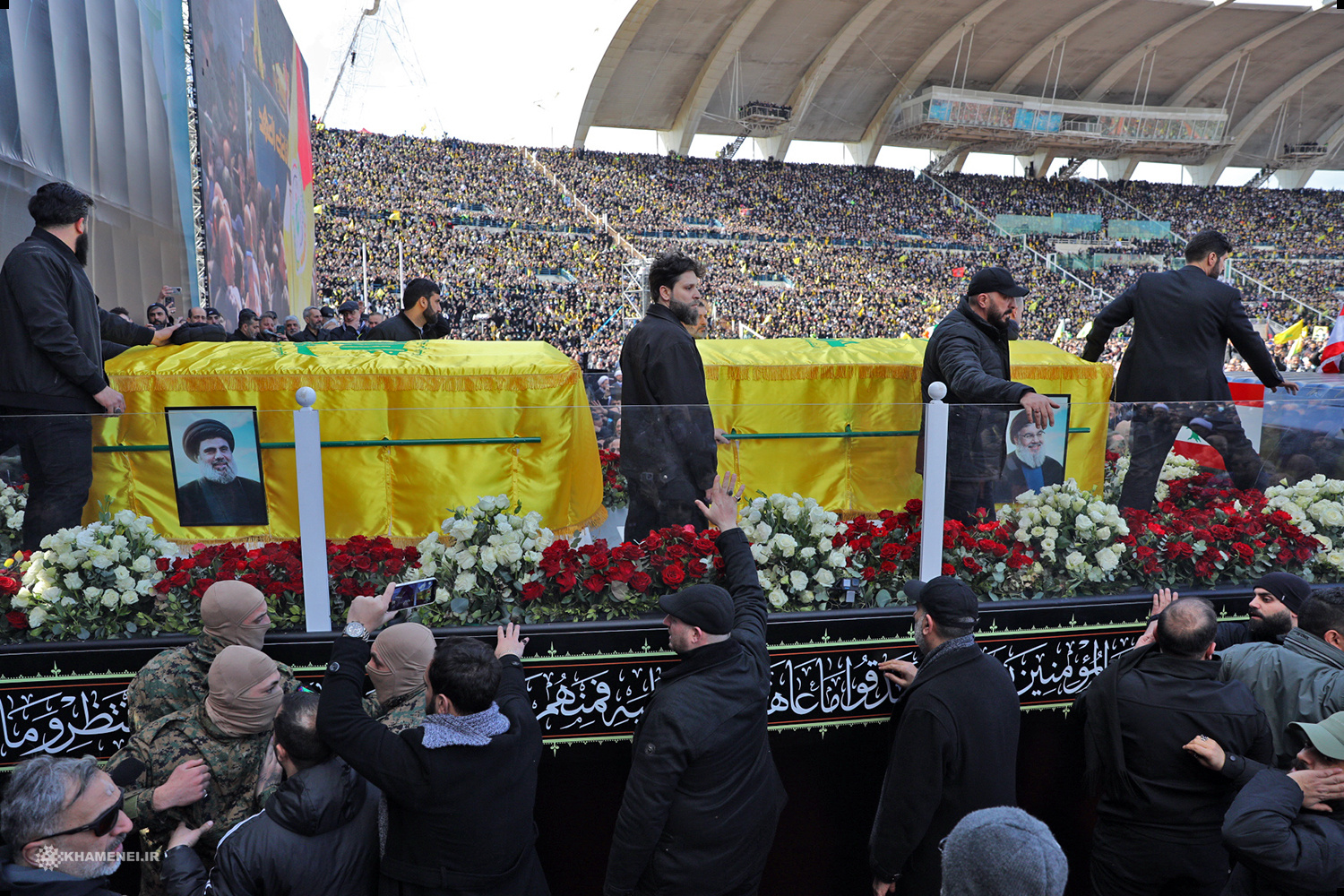
تشییع سید حسن نصرالله و سید هاشم صفی الدین

این مراسم شامل تشییع جنازه رسمی در خیابان‌های بیروت، مراسم یادبود در مقر حزب‌الله، سخنرانی رهبران حزب و شخصیت‌های برجسته سیاسی و همچنین اقامه نماز میت در یک مسجد بزرگ است. تابوت‌ها با خودروی مخصوص از طریق جاده‌های فرودگاهی قدیمی و جدید منتقل می‌شوند. تدابیر شدید امنیتی در بیروت و اطراف آن اعمال می‌شود و برخی از جاده‌های اصلی احتمالاً بسته می‌شوند و محدودیت‌های ترافیکی اعمال می‌شود، همراه با استقرار شدید نیروهای امنیتی لبنان و عناصر حزب‌الله.
کمیته عالی تشریفات تشکیل شد، متشکل از چندین کمیته فرعی که برای سازماندهی جنبه‌های مختلف این رویداد با شرکت بیش از ۲۰٬۰۰۰ نفر از تخصص‌های مختلف کار می‌کنند. کمیته‌ها در چندین سطح کار می‌کنند تا اطمینان حاصل کنند که مراسم خاکسپاری به شیوه ای منظم و ایمن انجام می‌شود. از جمله کمیته‌های میدانی و رسانه‌ای، و سایرین مرتبط با حفاظت و روابط بین‌الملل. در عین حال، برنامه ویژه ای برای رسانه‌ها برای پوشش تمام رویدادهای همراه با تشییع جنازه، مانند پذیرایی از مهمانان و تدارک این مراسم برگزار می‌شود. کمیته رسانه ای رویداد برای سازماندهی پوشش رسانه ای بی‌سابقه تلاش می‌کند. شیخ ناصر اخضر، رئیس کمیته رسانه‌ای، گفت که پوشش رسانه‌ای مراسم تشییع جنازه بزرگ‌ترین در نوع خود در تاریخ لبنان بود، زیرا شامل نکات زیر است:
1. مشارکت بیش از ۴۰۰ سازمان رسانه ای داخلی و بین‌المللی.
2. ارائه ۱۲۰ دوربین در بیش از ۲۵ نقطه برای پوشش این رویداد توزیع شده است.
3. ایجاد مرکز تخصصی رسانه جهت ارائه خدمات به خبرنگاران و اصحاب رسانه در فرهنگسرای شهرداری قبیری.
4. پوشش و پخش زنده این رویداد حداقل به چهار زبان ارائه خواهد شد.
5. ۱۵ مکان اختصاص داده شده به فیلمبرداری رسانه ای در دسترس است.
6. برگزاری برنامه‌های مستند و ضبط به مناسبت.
7. بیش از ۳۰ تیم تولید داخلی و بین‌المللی در تولید فیلم‌های مستند دربارهٔ این رویداد شرکت کردند.
8. فراخوان مشارکت در انتشار مطالب از طریق شبکه‌های اجتماعی با شعار «ما متعهد به عهد» هستیم.[۸]

مراسم تشییع در ورزشگاه کمیل شمعون بیروت که گنجایش حدود ۵۰٬۰۰۰ نفر را دارد، آغاز می شد. برگزارکنندگان مراسم، هزاران صندلی اضافی در زمین ورزشگاه و تعداد بیشتری در خارج از آن نصب کرده بودند. عزاداران می‌توانستند مراسم را از روی یک صفحه نمایش بزرگ دنبال کنند. تصاویر بزرگ نصرالله روی دیوارها و پل‌های سراسر جنوب بیروت نصب شده بود.

## شرکت کنندگان

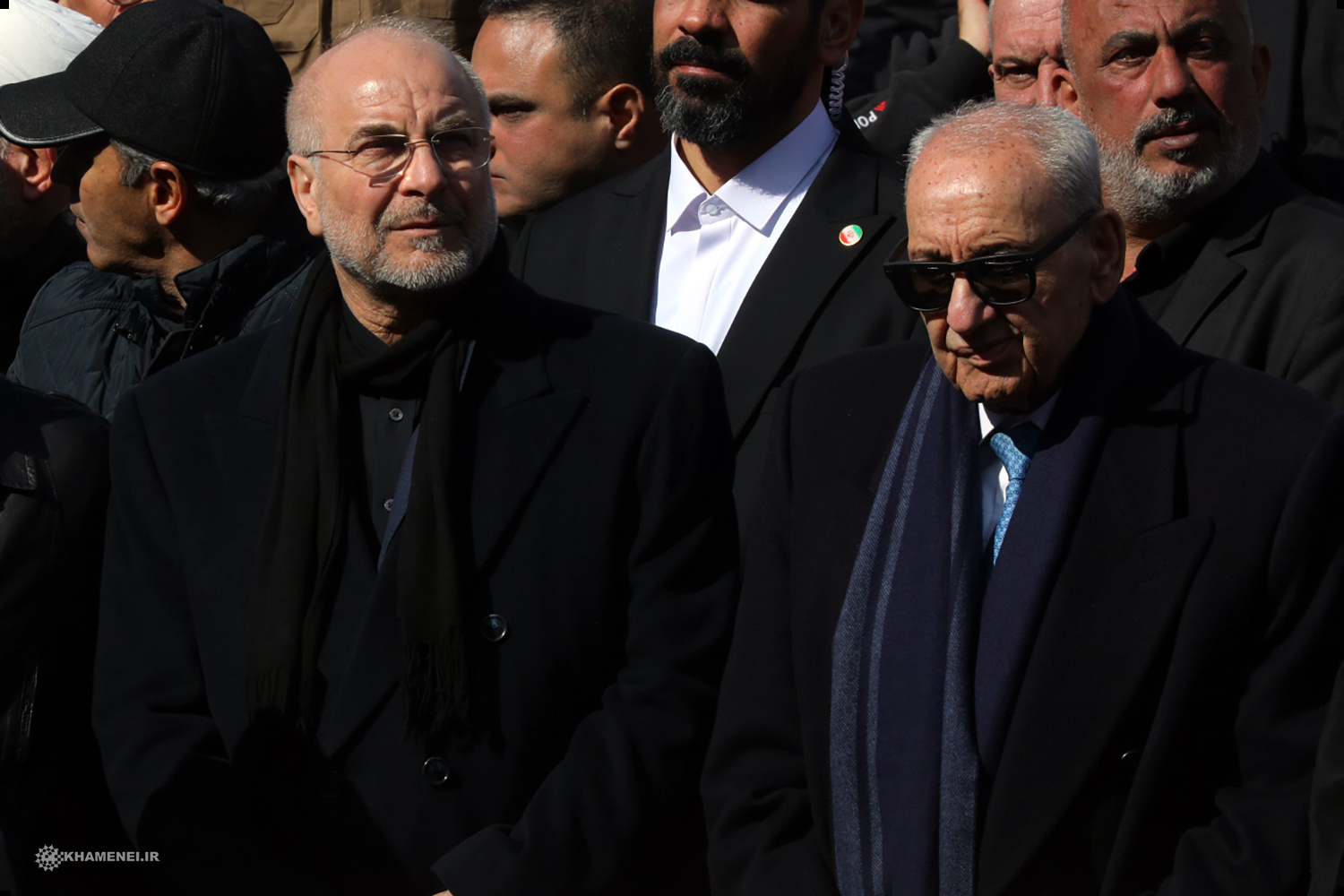
محمدباقر قالیباف و نبیه بری در تشییع سید حسن نصرالله

نواف سلام محمد حیدر، وزیر کار لبنان را به نمایندگی از خود در مراسم تشییع منصوب کرد. نبیه بری، رئیس مجلس لبنان به نمایندگی از جوزف عون حضور یافت. سایر سیاستمداران برجسته لبنانی همچون سلیمان فرنجیه، امیل لحود و طلال ارسلان نیز در این مراسم شرکت کردند. هیئت‌های بزرگی از سایر گروه های محور مقاومت مانند حشد شعبی برای حضور در این مراسم وارد لبنان شدند.
ایران تأیید کرده بود که در بالاترین سطوح با حضور مقامات ارشد ایرانی در مراسم تشییع جنازه شرکت خواهد کرد. در همین راستا محمدباقر قالیباف، رئیس مجلس شورای اسلامی و سید عباس عراقچی، وزیر امور خارجه ایران در تشییع شرکت کردند.
- جکسون هینکل، اینفلوئنسر آمریکایی[۱۴]
- علی فدوی، جانشین فرمانده کل سپاه پاسداران[۱۵]
- کاظم غریب آبادی، معاون حقوقی و بین‌المللی وزارت امور خارجه[۱۵]

## موقعیت خطوط هوایی بین‌المللی
همزمان با مراسم تشییع، ایرفرانس و امارات اعلام کردند که پروازهای خود به لبنان را در ۴ اسفند ۱۴۰۳ (۲۳ فوریه ۲۰۲۵) به دلیل اتفاقات مورد انتظار در آن روز لغو کردند.

## واکنش‌ها
- : جوزف عون، رئیس جمهور لبنان در دیدار با قالیباف گفت : «لبنان از کشیده شدن به درگیری های خارجی خسته شده است و وحدت ملی بهترین راه برای مقابله با چالش ها و تهدیدهای خارجی است.» او تاکید کرد که « لبنان هزینه ی سنگینی در دفاع از آرمان فلسطین متحمل شده است و همچنان به حمایت از راه حل دو دولتی متعهد است.»[۱۷]

- حزب‌الله لبنان: نعیم قاسم با پیامی از پیش ضبط شده در مکانی نامشخص، با جمعیت عزادار ابراز همدردی کرد و تاکید کرد که حزب الله همچنان قوی و استوار است.

- سید علی خامنه‌ای، رهبر جمهوری اسلامی ایران در پیامی گفت: «... مجاهد کبیر و زعیم پیشتاز مقاومت در منطقه، حضرت سیّدحسن نصرالله (اعلی الله مقامه)، اکنون در اوج عزّت است. بدن پاک او در سرزمین جهاد فی‌سبیل‌الله به خاک سپرده می‌شود، ولی روح و راه او هر روز سرافرازتر از پیش جلوه خواهد کرد ان‌شاءالله، و راه را به رهروان نشان خواهد داد. دشمن بداند که مقاومت در برابر غصب و ظلم و استکبار، تمام‌شدنی نیست و تا رسیدن به سرمنزل مقصود ادامه خواهد یافت باذن‌الله.»

- آویچای آدرایی، سخنگوی ارتش اسرائیل اعلام کرد: «امروز تشییع جنازه حسن نصرالله است و اطرافیانش در سوگ مرگ او هستند. اما اجازه دهید لحظه ای مکث کنیم و بپرسیم: آنان دقیقاً عزاداری چه کسی را می کنند؟ آیا برای مرگ مردی که لبنان را ورشکست کرد عزادارند؟ کسی که آیندشان را فدای منافع جمهوری اسلامی ایران کرد؟ کسی که مردم لبنان را بدون جنگ نابود کرد و باعث فروپاشی اقتصاد لبنان شد؟ نصرالله با رهبری خود، لبنان را به نابودی کشاند و آنان برای او عزادارند!»[۱۸]

- معمر العریانی، وزیر اطلاعات یمن، از دولت لبنان خواست رهبران حوثی‌ها را که در مراسم تشییع جنازه شرکت می‌کنند دستگیر کند و تأکید کرد که تحرکات آنها «صرفاً شرکت در مراسم تشییع نیست»، بلکه بخشی از تلاش برای «سازمان‌دهی مجدد صفوف محور ایران» پس از حملاتی است که تحت آن قرار گرفت. العریانی توضیح داد که این تحرکات با حملات تروریستی به کشتی‌های تجاری و نفتکش‌ها مرتبط است که تهدیدی برای امنیت منطقه و بین‌المللی است. وی از لبنان خواست موضع قاطعانه ای اتخاذ کند و حوثی‌ها را به دولت یمن تحویل دهد و بر لزوم جلوگیری از استفاده آنها از لبنان به عنوان پناهگاه امن تأکید کرد.[۱۹]